# Clubul Atletic Cluj
Club Atletic Cluj sau Ferar Cluj, cum s-a numit în ultimii ani de existență, a fost un club polisportiv din orașul Cluj, fondat în anul 1885 sub numele de Kolozsvári Atlétikai Club (în română „Clubul Atletic Clujean”) - pe scurt KAC. Secția de Atletism a apărut în 1876 fiind primul club de atletism din orașul Cluj. A evoluat atât în campionatele din Ungaria cât și din România.

## Istoric

### Începutul

Hugo Baintner în 1883.

Bazele atletismului modern au fost puse în Ungaria în 1875, când contele Miksa Esterházy, fost atașat diplomatic al ambasadei Austro-Ungariei la Londra, a popularizat idealurile atletice engleze la întoarcerea sa în țară. Tot la Cluj a început o mișcare de popularizare a atletismului. Dr. Lajos Molnár, prietenul lui Esterházy, a susținut prelegeri de promovare a idealurilor atletice, care au fost întâmpinate cu bucurie în presa vremii. Prima sa reprezentație la Cluj a avut loc la 28 iulie 1875.
Asociația a fost fondată de dr. Hugó Baintner, liderul sportiv de la Budapesta, care s-a mutat la Cluj în 1883. Baintner i-a adunat în jurul său pe toți cei care puteau lupta cu hotărâre pentru întemeierea asociației și, datorită expertizei sale, a făcut demersurile necesare: a convocat o ședință pentru pregătirea statutului asociației, a organizat un festival (majális) combinat cu exerciții atletice, și a promovat o competiție de mers pe jos din oraș până în Feneșul Săsesc (Szászfenes) (în prezent Florești, Cluj).

Lajos Josika în 1886.

În toamna anului 1884 au fost prezentate statutele asociației care urmează să fie înființate, care a fost aprobat de ministrul de interne la 15 ianuarie 1885, astfel s-a putut înființa Clubul Atletic Cluj (KAC). Conducerea noii asociații a fost în mâinile unor personalități harnice și de renume. Baronul Lajos Jósika, președintele clubului, s-a bucurat de o multă autoritate și a dat asociației greutate și prestigiu în ochii societății. Cunoștințele profesionale ale Dr. Hugó Baintner au asigurat succesul, secretarul asociației István Kuszkó a editat cele trei anuare ale asociației, care au și astăzi o valoare memorialistică.
Înființarea KAC a fost un eveniment important în istoria atletismului maghiar, deoarece din acel moment viața atletică nu a fost centrată doar în jurul Clubului Atletic Ungar (MAC) din Budapesta. Deși nu a existat niciun contact între cele două cluburi timp de aproape cinci ani, activitățile sportive desfășurate de asociații s-au influențat reciproc. Mijlocul anilor 1880 a coincis cu declinul MAC și cu înflorirea KAC. Potrivit unei note contemporane din Cluj, Hugó Baintner „ne-a adus atletismul în așa fel încât să nu mai fi rămas nimic din el acolo sus”. (Kuskó 1890, 11)

### Organizarea clubului și primele evenimente sportive

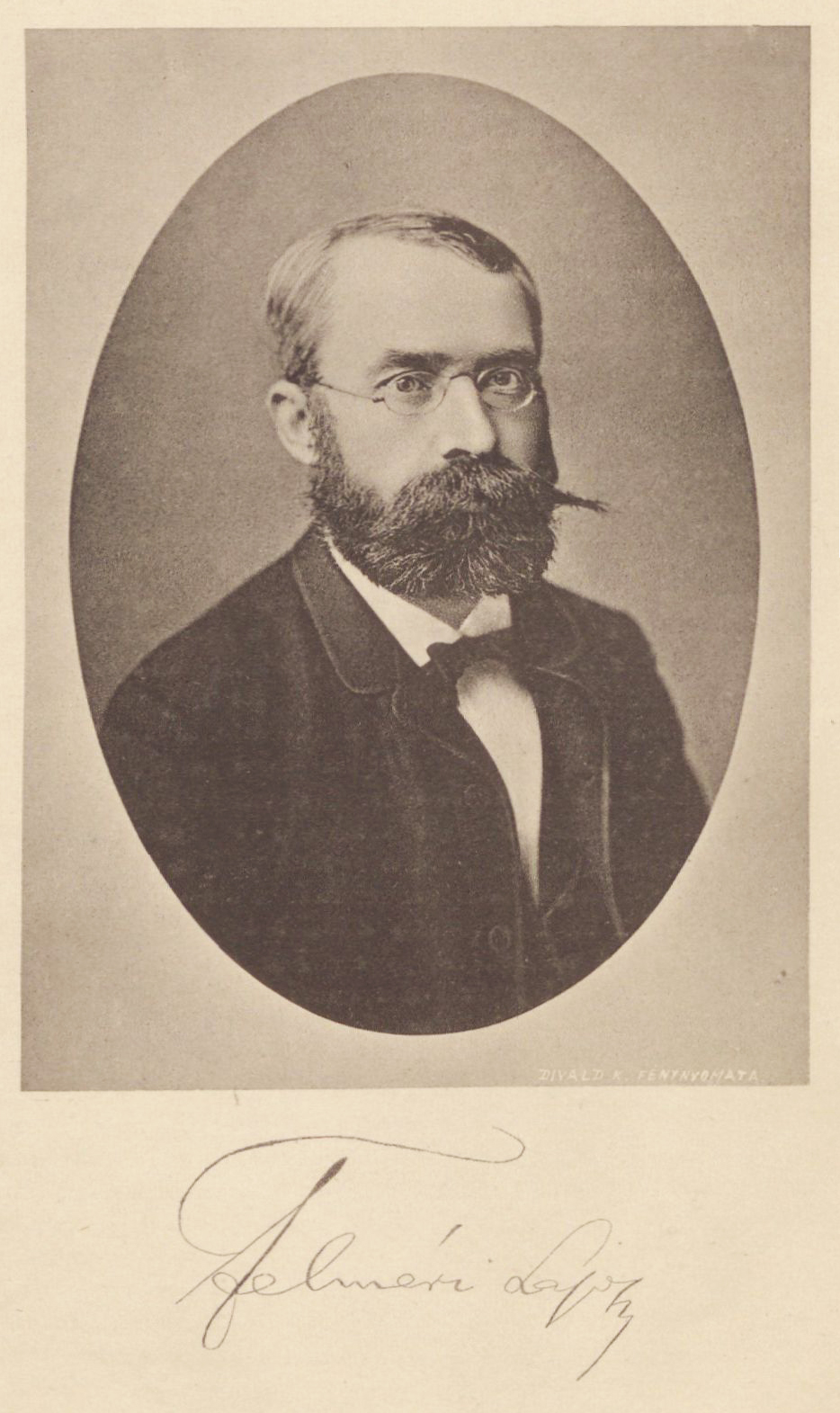
Felméri Lajos în 1887.

Baza financiară a asociației a fost asigurată de suma de 50-50 HUF oferită de cei patru fondatori acționari (baronul Jósika Lajos, Dr. Lajos Felméri, Mihály Kővári și Frigyes Maetz), cotizațiile anuale ale membrilor obișnuiți și susținători și veniturile financiare ale evenimentelor. Clubul Atletic Cluj a fost organizat după modelul Clubul Atletic Maghiar (MAC), fondat la Budapesta în 1875. în ceea ce privește competițiile organizate și organizarea competițiilor, l-a câștigat de trei ori la rând, și-a câștigat campionatul cluburilor. La fel ca MAC în prima sa competiție, KAC a anunțat și cursa plată de 2 mile ca primul său eveniment de campionat.
Activitatea KAC a fost centrată în jurul unor personalități importante din viața publică (primari, profesori universitari și de liceu, funcționari publici, reprezentanți ai aristocrației locale). Deși asociația nu a primit niciun sprijin din partea statului, evenimentele sale au fost însă populare în rândul cetățenilor și au adus beneficii financiare clubului. Deși îi lipsea propria pistă de competiție și sala de gimnastică, a reușit totuși să organizeze competițiile. Primul eveniment public a avut loc la 17 mai 1885 în grădina Lövölde. Al doilea a avut loc în același loc pe 27 septembrie 1885, iar al treilea pe 26 mai 1886. Concursurile au fost foarte populare în rândul spectatorilor, iar văzând acest lucru, clubul de tir a mărit taxele de închiriere. Întrucât asociația nu a mai putut plăti noul premiu, al patrulea concurs a avut loc la Dej în toamna anului 1886. Al cincilea concurs a avut loc la 31 mai 1887, pentru ultima oară în curtea din Lövölde, în lipsa unei alternative. Concursul de toamnă din 1887 era deja organizat la Târgu Mureș(Marosvásárhely). Locația evenimentului din 1888 a fost pusă la îndoială tot timpul, dar datorită acordului profesorului de medicină Antal Genersich, aceasta a avut loc în cele din urmă la 27 mai 1888, în piața spațioasă din fața Institutului Bonctani. În același loc s-a desfășurat competiția de toamnă, la 23 septembrie 1888, iar cea de primăvară, la 19 mai 1889.

### Construirea complexului sportiv

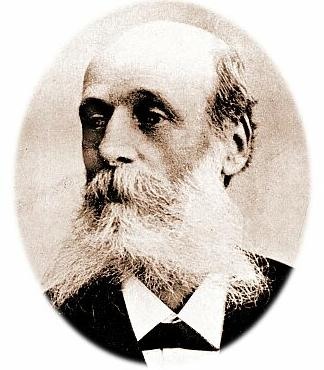
Károly Haller în 1902.

Fostul primar Károly Haller a cerut consiliului municipal în mai multe rânduri să predea KAC un teren din Sétatér (parcul central) cu titlu de arendă, unde asociația să poată construi o pistă de atletism. Cererea a fost acceptată în cele din urmă de consiliu, așa că la 14 august 1889, KAC a preluat de la asociația Sétatér o zonă între Someș și promenade, în linia lacului. În august 1889 a început construcția noii piste după planurile inginerului sindical Aladár Luncan. Proiectarea a fost realizată de firma lui Ferenc Muhay, un maistru în construcții. Ei au proiectat o pistă ovală de 333 de metri de circumferință și 5 metri lățime, care includea o pistă de sprint dreaptă de 110 metri lungime și 8 metri lățime și o pistă de sărituri de 50 de metri lungime și 8 metri lățime. Inaugurarea pistei a avut loc pe 6 octombrie 1889, care a fost și competiția de toamnă a KAC. (Zuber 1934, 498) 
Meciul de primăvară din 1890 a avut loc pe 18 mai pe curtea de promenadă. Cele două competiții ulterioare au fost anulate și la 5 octombrie 1891, ultima competiție a fost organizată de Clubul Atletic Cluj.

### Spiritul clubului
Sportivii KAC erau priviți ca idealul masculin al epocii. Am fost impresionat nu numai de puterea și corpurile lor antrenate, ci și de rezistența și inteligența lor. Ca sportivi polivalenti, au urmat aproape fiecare ramură a atletismului. Caracterul și sportivitatea lor s-au caracterizat prin faptul că nu s-au retras nici măcar după cucerirea titlului de campionat sau după o performanță sportivă notabilă, ci s-au antrenat continuu și au continuat să concureze, crescând nivelul fiecărui eveniment. Codul de conduită al sportivului (conform înregistrărilor contemporane):
```
„Să fie sportivul puternic, dar el este întotdeauna slab împotriva sexului frumos. 
Fii curajos, dar întotdeauna timid în a-ți asuma datorii. 
Fii mândru, dar să fie înălțimea ta. 
Fii de ajutor, dar nu tuturor femeilor. 
Fii smerit, dar dovedește asta doar prin disponibilitatea ta de a sluji. 
Distrează-te, dar nu în cârciumă. 
Fii plin de duh, dar numai în măsura în care ai inteligență. 
Fii uman și iubește-ți colegii sportivi.” (Mező 1938, 658)
```

### Atletismul în perioada antebelică
György Borbély a câștigat cursa de 2 mile a campionatului (la distanță de 3.218 metri) în prima competiție, care a primit o medalie de argint și a fost nominalizat la campionat. Borbély a triumfat și în următoarele două concursuri din acest număr, câștigând astfel titlul de campion KAC, un membru de onoare permanent, o medalie de aur și o cupă de argint. 
În competiția de primăvară din 1888, János Kolosváry a câștigat cursa plată de jumătate de milă, obținând nominalizarea la campionat. Și-a apărat candidatura în toamnă și a câștigat campionatul la concursul următor. Însă Kolosváry, din lipsă de bani, și-a amanetat medaliile și cupele, iar acest lucru a devenit public, așa că conducerea KAC l-a dezbrăcat de titlu și i-a scos numele de la campionii asociației.
La competiția de primăvară din 1889, săritura în lungime a fost anunțată și ca eveniment de campionat. Béla Göllner a sărit 571 de centimetri și a câștigat o nominalizare la campionat. În competiția care a urmat - deși pista era udă din cauza ploii continue - Göllner a obținut un rezultat fantastic, săritura sa de 619 cm a fost al doilea cel mai bun rezultat național al vremii. 
În 1890, a triumfat pentru a treia oară și a câștigat al treilea titlu de ligă al asociației. Printre cei trei campioni ai asociației, György Borbély și János Kolosváry erau obsedați de alergarea pe distanțe medii, mersul competitiv(marș) și ciclismul, în timp ce Béla Göllner era un patinator excelent pe lângă sărituri în lungime și alergare la plat. Educatorul fizic Albert Károly, care a practicat majoritatea ramurilor atletismului, a dat dovadă de rezistență, ciclism și scrimă la un nivel înalt.
În acea epocă, când un dezacord în timpul unei competiții putea duce chiar la un duel, conducerea KAC a decis să creeze o comisie de disciplină care să discute și să rezolve îndoielile care apar în timpul competițiilor. În anii 1880, litigiile erau încă comune în societate rezolvate prin dueluri, iar o mică asociație sportivă precum KAC nu își putea permite răni inutile și posibile pierderi umane. „Pentru a menține și a hrăni spiritul cavaleresc în cercul său și pentru a-și păstra autoritatea ca organism, înființează o curte de onoare cu vocația de a judeca în problemele de onoare de care sunt interesați membrii Clubului, în special chestiunea dezonoarei și satisfacției”, spunea hotărârea. (Cuzco 1888, 231). Decizia instanței a fost valabilă doar pentru membrii asociației și acei concurenți care s-au înscris la concursurile KAC. Asociația a acceptat decizia instanței și a considerat că poziția cuprinsă în hotărâre este a sa. Instanța era formată dintr-un președinte, doi vicepreședinți, 16 judecători și grefier, care au fost aleși pentru un an prin vot secret. Doar persoanele cu vârsta peste 26 de ani puteau fi nominalizate ca judecători. De obicei, dintre domni, profesori, avocați și grefieri erau aleși 4 judecători. Nu există date privind numărul de cazuri discutate de comisia de disciplină a KAC, conținutul cauzelor sau deciziile, iar instanța le-a tratat cu cea mai mare discreție.

### Începuturile anuarului

Sigla Clubul Atletic Cluj între 1885-1920, 1940-1945.

După înființarea KAC, unii sportivi cu talent au înființat o carte de benzi desenate, pe care au desenat și scris-o cu propriile mâini. „Ideile, glumele, glumele amuzante, ghicitorii și poveștile lor erau pe buzele prețuitei comunități clujene”, scrie dr. Ferenc Mező (Mező 1938, 657). Potrivit unui record contemporan, aceste fițuici s-au înmulțit până când au decis să înceapă un ziar. În centrul primei pagini se aflau atletismul, competițiile și participanții lor. În serile care au urmat evenimentelor, ei și-au citit scrierile amuzante. Atunci s-a formulat cererea pentru o carte de benzi desenate, care era „unica în felul său prin aceea că era publicată într-un singur exemplar pentru membrii clubului”, a notat István Kuszkó (Kuszkó 1888, 92). Kuzkó a editat și cele trei anuare ale asociației, care au fost publicate în 1886, 1888 și 1890. Publicațiile sunt și astăzi de o valoare enormă, descriu cu exactitate funcționarea clubului, din toate punctele de vedere. În ele, autorul a descris toate momentele importante din viața sportivă a vremii: a publicat regulamentul de funcționare al asociației, rezultatele obținute în competiții, a prezentat sportivii și managerii, a strâns și publicat scrisori trimise în timpul excursiilor turistice.

### Ciclism
Prima bicicletă a apărut pe străzile Clujului în jurul anului 1881, dar a fost întâmpinată cu dezgust de autoritățile publice și de public. La scurt timp, unii bicicliști din Cluj au decis că ar trebui să formeze un grup pentru a populariza sportul și a aduna laolaltă fanii sportului. Clubul Atletic Cluj a oferit o oportunitate excelentă, așa că bicicliștii și-au format cercul sportiv în cadrul acestei asociații în 1887. Potrivit unei anecdote contemporane, așa s-a născut ideea primului grup de ciclism: [Anii 1880] 
```
„au fost o perioadă de haos în viața ciclismului la Cluj. Totuși, figura lui Gergely Bartha a ieșit din ce în ce mai mult in evidență, în ciuda faptului că, după ce a plătit câteva amenzi de poliție, a continuat în secret să meargă cu bicicleta în nopțile cu lună pe străzile umbrite ale promenadei(azi Parcul Central). De dragul istoriei, să menționăm că Bartha, cu ocazia unei asemenea distracții idilice, a ocolit neglijent poteca îngustă din jurul lacului pentru a evita populația de servitoare albe care se holba, s-a întors aproape de apă și, fiind în calea unui ciot, a făcut un salt destul de mortal din bicicletă în apa călduță a lacului. După o baie involuntară, a ajuns la ideea că nu este bine ca o persoană să fie „singură”. El a încurajat, a instruit; a câștigat suporteri pentru acest sport. În 1886, câțiva dintre cei noi au încercat să stea în scaun. În 1887, eram destui în club încât să ne putem forma un grup.” Circuitul de biciclete al Clubului Atletic Cluj. În Cartea Memorială, publicată de editorii Kerékpár-Sport, Budapesta, 1889.
```

Primul lider ales al cercului a fost dr. Gyula Istvánffy, iar Keresztély Stampa a fost ales ca lider adjunct al său. Cel mai important punct al regulamentului spunea că 
```
„cere bicicliștii clubului... să susțină un examen privind abilitățile practice de dorit în direcție și conducere, după ce a învățat să meargă cu bicicleta, înainte de a o circula în locuri publice și pe drumuri. Clubul predă regulat ciclism pentru începători, scop în care Albert Károly a oferit unul dintre aparatele sale, care conduce și lecțiile. (Siklóssy 1929, 608)
```

Deja după înființare, KAC a inclus ciclismul în programul competițional al competițiilor de atletism, ca demonstrație. În competiția din 1888, numita KAC VII, cursa de biciclete-plat a apărut pentru prima dată printre concursuri. Deși nimeni nu a început prima dată, de la următoarea competiție, interesul pentru competiția, care era organizată la distanță de 1, 2 sau 5 kilometri, a crescut din ce în ce mai mult. Datorită popularității tot mai mari a bicicletei, în septembrie 1888, competiția KAC VIII. , cursele de distanță de 1.000 și 3.000 de metri de pe pista de atletism creată temporar au atras un număr mare de spectatori. Evenimentul scurt a fost câștigat de György Borbély, iar cel mai lung de Gergely Bartha. În anul următor, Keresztely Stampa și Gergely Bartha au câștigat la 1000 și 5000 de metri. La ultima competiție din 1891, György Borbély a câștigat proba de 2000 de metri.

### Cicloturism
Punctul 34 din regulamentul de funcționare al KAC emis în 1890 spunea: 
```
„Orice membru care face o excursie turistică este obligat să înregistreze calitatea și distanța drumurilor, reperele geografice, etnografice, istorice sau de altă natură ale zonei parcurse și lucruri interesante pe care le-au observat.” 
```

Regulamentul Clubului Atletic Cluj (1890). Muzeul Sportului Maghiar îl păstrează în moșia Mező Ferenc. 
Datorită acestui fapt, în fiecare an fiecare pieton sau turist cu bicicleta a notat în propriul său jurnal de călătorie unde a călătorit, cât de departe a călătorit, ce drum și condiții geografice a observat, iar aceste rezultate au fost rezumate la sfarsitul anului. În vara anului 1887, György Borbély a hotărât să părăsească Clujul și să facă o drumeție până în Înalții Tatra și să urce pe cel mai înalt vârf din Ungaria, vârful Lomnici. A început cu 15 forinți și un băț de salcie, călătoria sa a fost de 1.950 de kilometri, a durat 67 de zile, a atins 250 de sate din 30 de județe, în timp ce studia geografia și portul popular. El și-a informat asociația despre călătoria sa într-o scrisoare. I s-a acordat recunoaștere generală în toată țara, iar călătoria sa a fost amintită și de presa internațională.
La început, bicicliștii au făcut călătorii mai scurte în județele Sătmar și Bihor, iar ulterior au traversat și Carpații spre Bucovina și București. În aceste excursii, sportivii au condus trasee de excursie, care, pe lângă lungimea și direcția traseului parcurs, au caracterizat și calitatea drumului, unde se recomandă circulația cu bicicleta și unde poate fi nevoie să fie împinsă bicicleta. În 1888, dr. Gyula Istvánffy a făcut - un record - 2024 km. Botanistul și profesorul universitar Gyula Istvánffy Mádéfalvi a fost înregistrat că făcea excursii cu bicicleta, cu puține excepții pentru cercetare științifică, și a putut chiar să meargă cu bicicleta la Marea Neagră pentru alge marine. În 1889, ciclismul a devenit o competiție serioasă. Scopul competiției: cine poate face cea mai lungă călătorie într-un an. 

#### Călătoria Turda-Paris-Cluj
În 1889, György Borbély a decis să se urce pe bicicletă și să meargă la Expoziția Mondială de la Paris. A părăsit Turda la 25 iunie 1889 și s-a întors la Cluj pe 4 septembrie, după ce a parcurs 4.271 de kilometri. În timpul călătoriei sale, a vizitat Parisul și Europa Centrală, succesul său a fost unic în istoria sportului vremii, iar numele lui Borbély a devenit cunoscut în toată Europa.
Borbély a consemnat următoarele în jurnalul său despre călătoria sa la Paris: 
```
„În 1889, cu intenția de a merge în vârful Turnului Eiffel, am pornit cu 150 HUF și un dicționar de buzunar francez pentru a vedea celebra expoziție mondială de la Paris la acelasi timp. Atunci a fost o mare senzație. Pentru că mergeam pe bicicletă și ciclismul încă era privit. Bărbatul de pe acea roată înaltă era impresionant. Intenționam să merg singur, pentru că independența și libertatea sunt lucruri importante, dar Péter Szappanos și Emil Philippovics mi s-au alăturat la Pesta. Au avut alte lucruri de făcut acolo, am venit acasă pe cont propriu în direcția orașului Díjon, iar după ce am urcat pe munții Jura și Sf. Bernát, am vizitat Geneva, Milano, Torino (am încercat să vizitez Lajos Kossuth. Am a eșuat) și Veneția”. Extras din descrierea călătoriei lui György Borbély la Paris, care a fost publicată de Cluj Athletic Club II. A fost publicat ca supliment de anuar.
```

Întregul oraș a sărbătorit sosirea lui Borbély acasă și i-au oferit o primire potrivită unui campion. Deja așteptat la Huedin, la Gilău grupul de bicicliști din Cluj l-a salutat și l-a însoțit mai departe. Președintele KAC, baronul Gábor Jósika, a întâmpinat sportivul într-o manieră demnă, iar parada a început de aici până la Cluj: Borbély a fost urmat de bicicliști, apoi anturajul președintelui KAC, iar după ei campionul a fost însoțit de sportivi locali. lideri, aristocrați și fani ai sportului. La statuia memorială Rákóczi, sportivul a fost întâmpinat cu o lovitură de tun, iar de la Mănăstirea Cluj, o mulțime numeroasă a așteptat pe trotuare parada. Seara a fost organizată o cină de gală în cinstea campionului.

### Tensiuni
Au existat multe dezacorduri între conducerea KAC și grupul de ciclism din ce în ce mai popular. Conflictul a culminat cu concursul de toamnă din 1889. Din cauza vremii nefavorabile, cursa de biciclete s-ar fi desfășurat pe una dintre alee ale Sétatérului, dar la propunerea trezorierului asociației, cursele de biciclete au fost anulate, deoarece astfel spectatorii ar fi putut urmări. cea mai populară cursă a zilei gratuit. Conform raționamentului trezorierului, nu se pot organiza concursuri scumpe și prestigioase din micile cotizații, așa că propunerea sa a fost acceptată de conducerea KAC. Ca răspuns, bicicliștii au apărut în civil, fără biciclete. A lăsa bicicletele acasă și a nu purta hainele de curse a fost primul boicot sportiv serios din Cluj. Din cauza conflictelor interne care au devenit dominante în KAC din 1890, liderii grupării de ciclism au decis să recomande ca bicicliștii să părăsească asociația, apoi au înființat Asociația de Biciclete Cluj.

### Declinul
La adunarea generală din 30 ianuarie 1888, baronul Lajos Jósika și-a anunțat retragerea din club. La optzeci și unu de ani, credea că nu se mai simte suficient de puternic, așa că și-a dat demisia din funcțiile pe care le ocupa în viața publică. În semn de rămas bun, și-a recitat eseul „Cine este un domn”, în care a subliniat că domnii adevărați ar trebui să se regăsească printre sportivii serioși. Gândurile sale au fost publicate atât de presa sportivă națională, cât și internațională. Chiar și în țara atletismului, Anglia, procesul lui de gândire a rezonat. A fost ales următorul președinte al KAC, fiul baronului Jósika Gábor. (Zuber 1934, 495)
Din 1890 însă, bucuria creării noului teren de sport a fost înlocuită cu probleme. În toamna anului 1890, a avut loc o breșă, au fost ratate două evenimente, care prefigurau serioase lupte interne. În 1929 István Kuszkó a reamintit dificultățile din acea vreme: „cu puțin înainte de moartea baronului Lajos Jósika, diavolul a răspândit funingine. Zumzetul acestui lucru a făcut imposibilă funcționarea clubului. Această nenorocire a început la 12 noiembrie 1890”. (Zuber 1934, 499) 
Ce a fost această luptă internă? Până în ziua de azi, este învăluită în mister și s-ar putea să nu fie dezvăluită niciodată, dar adevărul este că, după ce baronul Lajos Jósika s-a pensionat, nu a existat niciun individ puternic care ar fi putut ține asociația unită. După ultima competiție, încununată de succes din 1891, KAC-ul a dispărut din cercul asociațiilor atletice și a încheiat astfel prima perioadă de succes a vieții atletice a Clujului.

### Renașterea dintr-o aniversare
În data de 27 mai 1901 a avut loc o ediție aniversară, cu ocazia împlinirii a 25 de ani de la prima competiție - din 1876 - organizată în orașul Cluj. Reprezentația din 1875, cu atleți aduși din Budapesta, nu a fost luată în considerare. Evenimentul din 1901 a inclus sporturi ca scrimă, lupte, atletism si ciclism. Probele de atletism au constat în alergări pe 100 si 200 de iarzi, săritura în lungime și înălțime.

### Fotbal
În perioada de dinaintea Primului Război Mondial, în KAC nu exista departamentul de fotbal. Sportul, care s-a înființat la Cluj la începutul secolului, era practicat de studenții unei instituții de învățământ, astfel încât echipele erau deseori formate sau desființate. Momentul de cotitură a fost anul 1904, când au absolvit mai mulți dintre membrii echipelor liceelor locale, lăsându-i fără echipă. Acesta a fost momentul în care viața fotbalistică s-a reorganizat și și-a pierdut caracterul educațional. În toamna anului 1904, jucătorii de la Colegiul Unitar și de la Liceul Romano-Catolic au format departamentul de fotbal al KAC. Printre studenții care au absolvit Colegiul Unitarian în 1904 s-au numărat Rudolf Koncz, Béla Telkes, Lajos și Emil Lőwi, Aladár Stotter, Béla Pusztai, Imre Csoma, Miklós Jenőffy, Mihály Muth, Lipót Gruncza și printre cei care au ajuns de la Liceul Romano-Catolic, s-au înscris Sándor Petrán, József Márkos , István Nászta și Teofil Vescan. (pe baza biografiei lui Rudolf Koncz).
În primăvara anului 1905, conducerea KAC a achiziționat un teren pentru construirea unui teren de fotbal pe locul defunctei fabrici de cărămidă de pe șoseaua Rákóczi (azi General E. Grigorescu), care se afla pe partea stângă a drumului. Pe această parcelă s-a nivelat suprafața, s-au înființat porți permanente din bârne, iar ulterior s-a realizat și o plasă, care a fost folosită pentru meciurile de duminică. Liniile de teren au fost văruite înaintea meciurilor. Câțiva ani mai târziu, latura pistei dinspre stradă a fost împrejmuită cu gard din lemn, s-au stabilit intrări pe ambele părți, astfel încât să se încaseze și o taxă de intrare pentru meciuri. Pentru meciuri, jucătorii KAC au împrumutat bănci de la vecini pentru spectatori, care au fost restituite după meci. 6
6 Autobiografia (manuscrisul) lui Rudolf Koncz este păstrată în patrimoniul sportiv al Societății Apáczai.
Terenul a fost inaugurat pe 11 mai 1905, iar KAC a găzduit celebrul club Budapesti Postás. Poștașii a câștigat meciul cu 19-1. 
În 1907 echipele clujene de fotbal au intrat în Asociația Maghiară de Fotbal, care a anunțat primul campionat al Districtului Est (Transilvaniei), care a fost organizat în primăvara anului 1908, cu participarea celor trei echipe: Cercul Sportiv al Academiei Comerciale Cluj - KKASK, Vasas/Feroviar -azi CFR Cluj și KAC. KKASK a devenit câștigător, datorită raportului de goluri mai bun. În campionatul din 1908, KAC și KKASK l-au învins ambii pe Vasas. În meciul decisiv unul împotriva celuilalt, KAC a condus mult timp, dar în final KKASK a egalat după o eroare uriașă a portarului. Rudolf Koncz, căpitanul echipei KAC, și-a amintit de remiza împotriva KKASK zeci de ani mai târziu: 
```
„După meci, am auzit lucruri suspecte despre acest gol ciudat, pe care Géza Dávid l-a primit cu ușurință. Ulterior, l-am înlocuit cu un alt portar. Ani mai târziu, el însuși, despre care am aflat că este un mare jucător de cărți, a mărturisit că a lăsat mingea să intre intenționat pentru că Kuntner [căpitanul KKASK] l-a mituit.” Bazat pe autobiografia lui Rudolf Koncz.
[
4
]
```

### Construirea stadionului orășenesc

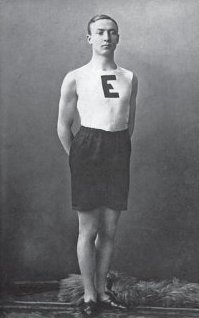
István Somodi

Stadionul Orășenesc Cluj

Încurajată de medalia olimpică de argint a lui István Somodi, administrația orașului a decis să construiască un centru sportiv în care să poată fi organizate competiții la nivel înalt pentru fotbaliști și sportivi. Lucrările au fost efectuate în 1911 sub conducerea inginerului șef al orașului Gyula Kovács. Pista a fost inaugurată pe 17 septembrie 1911. La ceremonia de deschidere s-au prezentat o serie de personalități celebre: pe lângă primarii și liderii de club ai Clujului, au fost reprezentate 21 de asociații sportive, au mai luat cuvântul reprezentanți ai Ministerului Apărării Naționale și ai ministrului Educației Publice. În numele orașului, viceprimarul Béla Fekete-Nagy a predat complexul sportiv președintelui KAC, baronul Jósika Samu, după care au început concursurile de deschidere a pistei. După competițiile de atletism, un meci de fotbal a încheiat competițiile, echipa Clubului Atletic Budapesta-Csepeli a învins naționala Clujului cu 4-1, ("Opoziția", 1911, 18 septembrie).
Primul Război Mondial a întrerupt însă dezvoltarea vieții sportive a Clujului.

### Istoria Clubului Atletic Cluj până la sfârșitul celui de-al Doilea Război Mondial
Obiectivul Clubului Atletic Cluj în perioada de după Primul Război Mondial a fost acela de a asigura sport pentru tineretul maghiar din Cluj. Structura asociației s-a bazat pe aceasta, iar de-a lungul anilor, pe lângă secțiile de atletism, scrimă și fotbal mai „la modă”, au fost populare și tenisul, înot și polo pe apă, precum și secția de schi. După Primul Război Mondial, autoritățile militare au interzis toate tipurile de sport la 23 iunie 1919, iar asociațiile sportive au avut voie să se organizeze abia de la sfârșitul lunii iulie 1920. În lipsa unei universități maghiare(Universitatea Francisc Iosif a fost desființată de noile autorități), astfel Clubul Atletic Universitar Cluj a fost mutat la Seghedin(Szeged, Ungaria), dar unii sportivi au ramas in Cluj și s-au înscris în Clubul Atletic Cluj reorganizat de István Somodi(fost CA U Cluj) iar unii s-au trasferat la Clubul Sportiv Muncitoresc, iar sportivii români s-au adunat la noul SSS Universitatea Cluj. (Somodi 1922, 2-3) 

### Atletismul în perioada interbelică

#### 1921 - Primul Titlu.

Victoria lui Gerő Donogán la Cluj, 1921.

Dr. Somodi a luptat cu înverșunare pentru KAC: a căutat un teren de sport și săli de sport, a organizat antrenamente pentru sportivi și a obținut sprijin financiar pentru a participa la competiții. Noul guvern a încercat să împiedice dezvoltarea asociațiilor maghiare cu metode conștiente, cele mai importante metode au fost naționalizarea și confiscarea cursurilor și sălilor, precum și retragerea sprijinului financiar. Și deși dreptul de utilizare a centrului sportiv a fost retras de la KAC, dar asociația s-a dezvoltat rapid într-una dintre cele mai bune din țară. Somodi, care este considerat primul antrenor de atletism al României, și-a început munca entuziastă în reorganizarea departamentului de atletism al KAC, iar succesele au apărut în scurt timp. La prima competiție națională, care a fost organizată la Cluj în 1921, Péter László a câștigat și în șapte probe (100 m, 200 m, săritura în lungime și săritura triplă). Pe lângă el, au mai câștigat Vajna și Donogán. 
Cu 14 titluri de campionat național, László Péter a fost cel mai de succes concurent KAC din toate timpurile. A venit la Cluj întâmplător cu István Somodi, iar în autobiografia sa a povestit pe larg despre anii petrecuți la Cluj. 
```
„După Primul Război Mondial am absolvit cu onoare Colegiul Mikó. În același an, unul dintre verii mei, Kálmán Miskolczi din 
Gidófalv
(
Ghidfalău
, jud. Covasna), a absolvit Academia de Agricultură din Cluj, iar ca student a câștigat campionatul național de aruncare a suliței pentru KAC (Cluj Atletic Club). Întrucât știa că am câștigat proba la alergare, săritura în înălțime și lungime la examenul de gimnastică de final de an al Colegiului Mikó și, de asemenea, știa că vreau să mă înscriu la Academia de Comerț din Cluj, m-a încurajat să ieșim la 
Gidófalv
 și să ne pregătim împreună acolo pentru competiția care va avea loc la Cluj, pentru campionatul național de atletism. Am acceptat invitația... Din întâmplare, campionatul de la Cluj și nunta lui Miskolczi de la 
Mezőmadaras
(Mădăraș, jud. Mures) au căzut în aceeași zi (29 august). Nu era nimic de făcut, i-a telegrafiat lui Kálmán (președintelui de atunci al KAC) la Cluj și antrenorului, Pista Szatmári. Telegrama scria astfel: Nunta mea este pe 29 la Mezőmadaras, trimit un deputat, László Péter. Sunați la toate numerele. Szatmári a telegrafiat înapoi: amânați nunta, vă aștept cu deputatul. Kálmán a telegrafat înapoi: Îl aștepți pe fratele meu la gară. Câteva zile mai târziu, după încheierea campionatului național, Szatmári a răspuns prin telegramă: deputatul a câștigat patru campionate. Mulțumiri. Szatmári Pista vă dorește multă fericire.” (Áros 2002, 139) 
```

Gerő Donogán la Cluj, în 1921 a câștigat în patru probe (100 m, 200 m, săritură în lungime și triplu-salt). 
În competiția națională din 1922, însă, KAC a început cu o echipă decimată, deoarece László Péter a ratat competiția din cauza unei boli, iar Gerő Donogán a ratat competiția din cauza serviciului militar, așa că doar Vajna a reușit să-și apere titlul.

#### 1923 - Al doilea titlu
Primul campionat național de atletism de prestigiu după Primul Război Mondial a avut loc la 26 iulie 1923 la Brașov. Moștenitorul tronului român Carol a avut și el un rol important în organizarea competiției, iar competiția a fost vizitată de mai mulți diplomați de rang înalt și lideri militari, deoarece conferința statelor orășele avea loc în Sinaia din apropiere. Cu toate acestea, competiția nu a fost deloc atât de strălucitoare pe cât credeau organizatorii. Juriul a luat de mai multe ori decizii nedrepte, care i-au șocat pe profesioniști, iar decizia ferderației de atletism de a organiza competiția de la Brașov a fost pur și simplu o glumă, întrucât Brașovul nu avea nici un complex sportiv adecvat, nici un public iubitor de atletism, iar pista pe care au concurat avea o lungime de aproape șase km și era departe de oraș. Iar distanțele de competiție nu erau certificate, dovadă a fost cursa de plată de 200 m, unde linia de sosire era cu 80 cm mai jos decât nivelul de start, așa că nu e de mirare că László Péter de la Cluj aproape a avut un nou record mondial pe această distanță (21,4 sec). Cu toate acestea, echipa KAC a performat strălucit și a câștigat șase medalii. László Péter a câștigat în patru probe, János Vajna a câștigat săritura cu prăjina, în timp ce József Dávid a câștigat aruncarea discului. Cu aceste victorii, KAC a câștigat și premiul pentru cea mai bună asociație din România.
La mijlocul anilor 1920, ca urmare a crizei economice, dezvoltarea vieții sportive la Cluj s-a oprit. Câțiva sportivi excelenți (inclusiv László Péter și János Dávid) au părăsit asociația după terminarea studiilor universitare (Péter a obținut un loc de muncă în Timișoara și Dávid a obținut un loc de muncă în Petroșani). Lajos Bíró a continuat singur seria de victorii ale sportivilor antrenati de șomodi, iar după câțiva ani, la mijlocul anilor treizeci, clubul s-a repus pe picioare. În ciuda numeroaselor succese ale atletismului transilvănean, acestea au fost ignorate atunci când echipa olimpică a României a fost constituită pentru Olimpiada din 1924. Deși sportivii români au fost invitați inițial la competiția de la Paris și au fost bucuroși să se pregătească pentru competiție, înainte de călătorie, conducerea a anulat călătoria celor 15 sportivi selectați. Printre aceștia, cei doi sportivi clujeni, László Péter și János Dávid, au avut șanse să ajungă în finală pe baza rezultatelor lor din 1924.

#### Titlul al treilea din 1934

Somodi preia trofeul pentru cea mai bună asociație sportivă de la Regele Carol Al Doilea al României (Brașov, 1934).

La campionatul național din 1934 (unde Somodi a înscris în total trei sportivi), concurenții clubului au câștigat patru locuri I și două locuri secunde, iar KAC a câștigat premiul pentru cea mai bună asociație din România, care a fost acordat dr.-ului István Somodi de la regele Carol al II-lea. Succesul asociației Cluj a fost recunoscut și de literatura română, lăudând echipa mică antrenată de István Somodi, care a învins asociațiile care au încadrat 15-18 sportivi în competiția națională. 
```
„KAC este cea mai veche asociație de atletism din România, cu mult timp în urmă sportivii roș-alb au câștigat multă glorie, acum vechea glorie și marile performanțe produse de cei trei bărbați la Brașov par să revină. Este o realizare care nu are precedent, nu doar în sportul românesc, ci și în istoria generală a sportului. Se pare că spunem multe cu asta, dar nu este cazul, toată lumea înțelege amploarea rezultatului, dacă țineți cont că au fost șaisprezece sportivi în campionat, iar aceștia trei oameni au câștigat tot. A fost un concurs cu o evoluție superioară; vechile succese ale sportivilor KAC sunt umbrite de aceasta noua performanță!” Ellenzék-Opoziția, 22 iulie 1934.
```

Somodi s-a bucurat de un respect enorm, deoarece a descoperit din nou o serie de campioni, iar KAC-ul a dominat viața atletismului românesc. Cine au fost noile vedete? Unul dintre ei este Lajos Bíró, „fenomenul săriturii cu prăjina”, care a câștigat primul său campionat național la săritura cu prăjina în 1926. Au urmat încă patru (1929, 1931, 1932, 1934), iar în plus, în 1929 a fost campion național la săritura în lungime, în 1931 la decatlon, iar în 1934 la săritura în înălțime. A îmbunătățit de cinci ori recordul național la săritura cu prăjina, cel mai bun rezultat al său a fost de 3,725 metri (Budapesta, 1929).
Béla Kovács, care a fost student al Academiei de Educație Fizică din București în 1933, și-a îmbunătățit rezultatele la sprinturile de 100 și 200 de metri de la competiție la competiție. Concurenții, antrenorii și managerii sportivi din capitală s-au îndoit de corectitudinea rezultatelor antrenamentului său. Însă tânărul alergător s-a dovedit în competiție: a câștigat primul său campionat de seniori la 100 m sprint cu 10,8 secunde, iar pentru a completa uimirea bucureștenilor a câștigat și proba de 200 m. Și a dovedit că toate acestea nu au fost un accident la mai puțin de două săptămâni mai târziu la Istanbul: a stabilit recordul național obținut de László Péter în 1927 cu 10,6 secunde. Rezultatul său a fost un record național al României până în 1942. 
Somodi și-a găsit curând noi talente: György Bíró, aruncătorul de ciocane, Dejenaru Liviu, un alergător de 100 și 200 de metri, György Kiss, alergător de 400, 800 și 1.500 de metri și baronul István Bánffy, sărituri cu prăjina. În plus, în 1938, au reușit să câștige din nou ștafeta 4x100 - Kovács, Dejenaru, Fosztó, Nemetz în formație. Printre aceștia, György Kiss și György Bíró au câștigat si campionatul Ungariei. István Somodi a obținut și rezultate unice ca antrenor: elevii săi au câștigat 49 de titluri de campionat al României și Ungariei și au doborât recordul național de 35 de ori în probele lor. KAC și numele Somodi sunt ambele concepte din istoria atletismului.

### Scrima

Schenker Zoltan (în stanga), arhitectul principal al titlului câștigat în 1933.

După primul război mondial, scrima din Cluj a fost reorganizată în jurul maestrului de scrimă Lajos Ozoray-Schenker. În 1923, Schenker a fost numit profesor de gimnastică la Liceul Piarist din Cluj, iar în jurul lui s-au adunat în scurt timp talentații scrimeuri ai orașului. Lajos Schenker și fratele său Zoltán au fost scrimeuri excelenți. Zoltán Schenker a fost campion olimpic cu echipa de sabie a Ungariei în 1912, medaliat cu argint în 1924, în timp ce a câștigat medalia olimpică de bronz la pumnal în 1924, ca echipă. Lajos, deși mai puțin cunoscut, a câștigat o medalie de aur la proba maeștrilor de scrimă la competiția internațională de la Praga în 1906 și, de asemenea, a câștigat în mod regulat probele individuale ale competițiilor armatei de scrimă. 
În cadrul KAC, conducerea departamentului de scrimă a fost preluată de Márton Szele, care a luat partea leului atât în conducerea scrimă, cât și a asociației. Ca membru ardelean al asociației de scrimă, a luptat să asculte și să accepte propunerile asociațiilor locale. Din păcate, conducerea sportivă din București nu a luat în considerare aceste solicitări de mai multe ori. Cu toate acestea, a fost un mare succes atunci când în Transilvania s-au organizat competiții naționale și când au fost adoptate reguli care au limitat amestecul conducerii sportive bucureștene în procesul arbitrajului și modificarea regulamentului competiției.
Poza - Schenker Zoltán (baloldali) és Lajos csörtéje/Fratii Zoltán (stânga) și Lajos Schenker. 
Din 1923 la Cluj s-au organizat concursuri raionale, printre primii câștigători s-au numărat scrimeurii KAC József Bartunek și Mihály Losonczy, iar printre doamne, Titi Bartunek. Pe lângă KAC, Haggibor și AS Oradea/Nagyváradi Sport Egylet (ASO/NSE) au avut o echipă puternică de scrimă. Clujenii au vizitat des competițiile asociației orădene, iar clujenii au vizitat competițiile de la Oradea, așa că în anii 1920 s-a dezvoltat o relație strânsă între scrimeurii celor două orașe.
Dezvoltarea vieții sportive a fost întreruptă de criza economică de la mijlocul anilor douăzeci, astfel încât competițiile locale au ieșit în prim-plan la nivel național. KAC a organizat anual patru cupe prestigioase: cupele Schenker, Jósika, Jubiláris și Viola. 
- În Cupa Schenker, echipe de sabie formate din patru s-au întrecut în meciuri round-robin;
- în timpul Cupei Violei, scrimeurii de juniori au concurat între ei, iar la finalul competiției, echipele participante au fost punctate pe baza rezultatelor lor individuale, echipa cu cele mai multe puncte câștigând cupa;
- Cupa Jósika a fost o competiție pentru echipe de scrimă formate din patru membri,
- iar Jubiláris a fost o competiție pentru scrimă juniori.

Cluburile de scrimă din Transilvania s-au întrecut între ele în competițiile raionale de scrimă, aceste competiții fiind evenimente de scrimă prestigioase ale anilor douăzeci. Antrenamentele și competițiile catedrei de scrimă KAC s-au desfășurat în Liceul Piarist - de când Schenker preda aici - și în Colegiul Unitarian - acest gimnaziu a fost închiriat de KAC pentru evenimentele și antrenamentele sale sportive. (Killyéni 2009, 41-42) 
La începutul anilor treizeci, asociația de scrimă a reorganizat viața scrimă românească, pe care a împărțit-o în trei raioane, dar în curând și-a dat seama că doar raioanele București și Transilvania sunt viabile. Pe lângă asociațiile ardelene, în raionul centrat pe Cluj s-au adăugat cluburile din Banat și Bucovina, dar în competițiile raionale s-au înscris mai ales scrimeuri de la cluburile Cluj, Oradea și Târgu Mureș. 

#### Titlul de campioni din 1933
Anul 1933 a fost un moment de cotitură în viața de scrimă: la Cluj a avut loc prima competiție națională oficială de scrimă, care a adus mare bucurie și recunoaștere liderilor sportivi locali, iar apoi naționala României a participat pentru prima dată la Campionatul European. La Cluj, 4–5 iunie 1933. a fost organizat pentru prima dată un campionat național de scrimă între Competiția a fost determinată în primul rând de intervențiile violente ale conducerii sportive bucureștene, care de multe ori au făcut imposibilă munca organizatorilor. În competiția feminină, KAC s-a impus, primul a fost Titi Bartunek, a doua a fost Lili Baczoni, a treia a fost Sári Szentkirályi, a patra a fost Damin Baby și a cincea a fost Emmi Czeglédy. Cea mai interesantă competiție a fost campionatul de sabie, unde scrimeurii clujeni au început ca pretendenți, deși le era evident și că îi „ajută regulat” pe scrimeurii bucureșteni. Campionatul a fost câștigat de Mihály Losonczy, care a depășit în finală un deficit de 4-1 față de Drogeanu de la București, câștigând finala cu 5-4. Losonczy (KAC) este campionul României la spadă în 1933, Marinescu (București) este campionul la floreta. În Ellenzék-Opoziția, 7 iunie 1933.
În anii 1930, o mare echipă de scrimă a crescut în KAC sub conducerea lui Lajos Schenker-Ozoray. Când Mihály Losonczy era tânăr, și-a cumpărat primul echipament de scrimă din economiile personale. A obținut rezultate bune atât în competiții internaționale, cât și interne. Campion național de spadă, în 1933 a fost membru al echipei României de spadă care călătorea la Campionatul European. Printre cei care au mai contribuit la titlul din 1933 au fost Gyula Mezey care deja în 1931, a fost campion raional de scrimă pentru tineret, participant regulat la campionatele naționale, cu rezultate excelente. Talentul lui György Hintz a fost descoperit la începutul anilor douăzeci, el este câștigătorul multor competiții. Fratele său mai mic, Gábor, a făcut parte din KAC din copilărie, dar războiul i-a rupt cariera, ca farmacist-ofițer, el și familia sa s-au mutat de mai multe ori din cauza războiului. Mihály Kökössy și Béla Guráth au apărut în anii 1930, iar în curând au ajuns în fruntea campionatelor naționale. Au luptat și după al Doilea Război Mondial, în 1952 au fost membri ai echipei de sabie care călătoreau la Jocurile Olimpice.

## Palmares

### Atletism
| România | Ungaria |
| Campionatul României Campioni (3) : 1921, 1923, 1934 1921 – Péter László - 100 m 1921 – Péter László - 200 m 1921 – Gerő Donogán - săritura în lungime 1921 – Gerő Donogán - triplu-salt 1921 – János Vajna - săritura cu prăjina 1922 – János Vajna - săritura cu prăjina 1923 – János Vajna - săritura cu prăjina 1923 – Péter László - 100 m 1923 – Péter László - 200 m(21,4 sec record național) 1923 – Péter László - săritura în lungime 1923 – Péter László - triplu-salt 1923 – József Dávid - aruncarea discului 1924 – László Péter 1924 – János Dávid 1926 – Lajos Bíró - săritura cu prăjina (record național) 1927 – Péter László - 100 m(10,7sec record național) 1929 – Lajos Bíró - săritura cu prăjina (record național) 1929 – Lajos Bíró - săritura în lungime 1931 – Lajos Bíró - decatlon 1931 – Lajos Bíró - săritura cu prăjina (record național) 1932 – Lajos Bíró - săritura cu prăjina (record național) 1933 – Béla Kovács - 100m(10,8sec) 1933 – Béla Kovács - 200m 1934 – Lajos Bíró - săritura cu prăjina (record național - 3,725 metri) 1934 – Lajos Bíró - săritura în înălțime 1934 – György Bíró - aruncarea cu ciocanul 1934 – Dejenaru Liviu - 100m 1934 – Dejenaru Liviu - 200m 1934 – György Kiss - 400m 1934 – György Kiss - 800m 1934 – György Kiss - 1.500m 1934 – István Bánffy - săritura cu prăjina 1938 – Kovács, Dejenaru, Fosztó, Nemetz - ștafeta 4x100 | Campionatul Ungariei - Faza Transilvania. Campioni (7) : 1885, 1886, 1887, 1888, 1889, 1890, 1891 Campionatul Comitatului Clujului. Campioni (5) : 1885, 1888, 1889, 1890, 1891 Campionatul Comitatului Solnoc-Dăbâca. Campioni (1) : 1886 Campionatul Comitatului Mureș-Turda. Campioni (1) : 1887 1885 – György Borbély - cursa plată de 2 mile (3.218 metri). 1888 – János Kolosváry - jumătate de milă (800m) 1889 – Béla Göllner - săritura în lungime (571, 619cm - record național) |

### Ciclism

#### Individual
1888 – György Borbély - cursa de 1.000 m.
 1888 – Gergely Bartha - cursa de 3.000 m.
 1889 – Keresztely Stampa - cursa de 1.000 m.
 1889 – Gergely Bartha - cursa de 5.000 m.
 1891 – György Borbély - cursa de 2.000 m.

### Cicloturism

#### Individual
1887 – György Borbély – 1.950 km – (Cluj-vârful Lomnici,Tatra-Cluj).
1887 – Gyula Istvánffy – 2024 km – (Cluj-Marea Neagră-Cluj).
1889 – György Borbély – 4.271 – (Cluj-Paris-Cluj).

### Scrimă
Campionatul României
 Campioni (1) : 1933

#### Individual
1931 – Gyula Mezey - sabie tineret
 1933 – Mihály Losonczy - sabie
 1933 – Titi Bartunek - sabie feminin
 1933 – György Hintz
 1933 – Gábor Hintz
 1933 – Mihály Kökössy
 1933 – Béla Guráth

### Fotbal
| România                                                                                             | Ungaria |
| Liga I - Locul 6 (1): 1946–47 Liga II - Locul 5 (1): 1935-36 Liga III Locul 3 (2): 1936-37, 1937-38 | Campionatul Național I al Ungariei: Locul 3 (1): 1943-44 Campionatul Național II al Ungariei Campioană (2): 1913-1914, 1942-1943 Vicecampioană (3): 1907-1908, 1908-1909, 1911-1912 Turneul sportiv local Campioni (1): 1905 Vicecampioni (1): 1906 Cupa Ungariei Finalistă (1): 1943-44 |